# Ichneumon substituens
Ichneumon substituens är en stekelart som beskrevs av Heinrich 1961. Ichneumon substituens ingår i släktet Ichneumon och familjen brokparasitsteklar. Inga underarter finns listade i Catalogue of Life.